# 33927 Jenniferscully
33927 Jenniferscully è un asteroide della fascia principale. Scoperto nel 2000, presenta un'orbita caratterizzata da un semiasse maggiore pari a 2,221288 UA e da un'eccentricità di 0,168560, inclinata di 1,779442° rispetto all'eclittica. Ha un diametro di 1,946 km.